# 地理語言學
地理語言學（英語：language geography），又称语言地理学（linguistic geography）、方言地理学（dialect geography）是人文地理學的一个分支，是研究地理与人類語言之间的相关与变化的学问。
方言地理学在以前就是方言学，后来方言学增设了社会方言学，因此原来的方言学改为方言地理学。
方言地理学主要研究一种语言的方言在不同地区分布的情况，研究语言的地理特征。